# Prosoplus xyalopus
Prosoplus xyalopus là một loài bọ cánh cứng trong họ Cerambycidae.